# Bisbat de Río Gallegos
El bisbat de Río Gallegos (espanyol: Diócesis de Río Gallegos; llatí: Dioecesis Rivogallaecensis) és una seu de l'Església catòlica a l'Argentina, sufragània de l'arquebisbat de Bahía Blanca. El 2004 tenia 220.000 batejats d'un total de 314.900 habitants. Actualment està regida pel bisbe Miguel Ángel D'Annibale.

## Territori
La diòcesi comprèn les províncies de Santa Cruz i de Terra del Foc, Antàrtida i Illes de l'Atlàntic Sud.
La seu episcopal és la ciutat de Río Gallegos, on es troba la catedral de Mare de Déu de Lujan.
El territori s'estén sobre 265.614  km², sent la més gran de l'Argentina, i està dividit en 34 parròquies.

## Història
La diòcesi va ser erigida el 10 d'abril de 1961 mitjançant la butlla Ecclesiarum omnium del Papa Joan XXIII, prenent el territori al bisbat de Comodoro Rivadavia.

## Cronologia episcopal
- Mauricio Eugenio Magliano, S.D.B. † (12 de juny de 1961 - 31 de maig de 1974 mort)
- Miguel Angel Alemán Eslava, S.D.B. † (5 d'abril de 1975 - 11 de març de 1992 mort)
- Alejandro Antonio Buccolini, S.D.B. † (11 de juliol de 1992 - 25 d'octubre de 2005 jubilat)
- Juan Carlos Romanin, S.D.B. (25 d'octubre de 2005 - 18 d'abril de 2012 renuncià)
- Miguel Ángel D'Annibale, des del 21 de febrer de 2013

## Estadístiques
A finals del 2014, la diòcesi tenia 220.000 batejats sobre una població de 314.900 persones, equivalent al 69,9% del total.
| any  | població | població | població | sacerdots | sacerdots       | sacerdots       | sacerdots             | diaques | religiosos | religiosos | parroquies |
| ---- | -------- | -------- | -------- | --------- | --------------- | --------------- | --------------------- | ------- | ---------- | ---------- | ---------- |
| any  | batejats | total    | %        | total     | clergat secular | clergat regular | batejats por sacerdot | diaques | homes      | dones      |            |
| 1965 | 70.000   | 75.000   | 93,3     | 38        |                 | 38              | 1.842                 |         | 48         | 61         | 13         |
| 1970 | 85.000   | 95.000   | 89,5     | 40        | 3               | 37              | 2.125                 |         | 49         | 68         | 15         |
| 1976 | 108.000  | 125.000  | 86,4     | 35        | 1               | 34              | 3.085                 |         | 40         | 84         | 21         |
| 1980 | 124.500  | 138.700  | 89,8     | 39        | 2               | 37              | 3.192                 |         | 41         | 77         | 22         |
| 1990 | 180.000  | 210.000  | 85,7     | 47        | 8               | 39              | 3.829                 | 1       | 42         | 69         | 27         |
| 1999 | 210.000  | 248.046  | 84,7     | 45        | 17              | 28              | 4.666                 | 1       | 34         | 58         | 28         |
| 2000 | 210.000  | 248.046  | 84,7     | 47        | 18              | 29              | 4.468                 | 1       | 33         | 57         | 28         |
| 2001 | 210.000  | 248.046  | 84,7     | 44        | 16              | 28              | 4.772                 |         | 32         | 56         | 28         |
| 2002 | 210.000  | 248.046  | 84,7     | 40        | 16              | 24              | 5.250                 |         | 30         | 61         | 28         |
| 2003 | 200.000  | 300.000  | 66,7     | 42        | 15              | 27              | 4.761                 | 3       | 32         | 63         | 28         |
| 2004 | 200.000  | 300.000  | 66,7     | 44        | 18              | 26              | 4.545                 | 5       | 28         | 60         | 28         |
| 2010 | 212.000  | 303.000  | 70,0     | 51        | 29              | 22              | 4.156                 | 9       | 32         | 64         | 30         |
| 2014 | 220.000  | 314.900  | 69,9     | 48        | 26              | 22              | 4.583                 | 11      | 34         | 64         | 34         |